# Układ renina–angiotensyna–aldosteron
Układ renina–angiotensyna–aldosteron, skrótowiec RAA lub RAAS (z ang. renin–angiotensin–aldosterone system) – układ hormonalno-enzymatyczny, w skład którego wchodzą: renina, angiotensyna i aldosteron. Układ ten kontroluje objętość krążącej w ustroju krwi i stężenia jonów sodowych i potasowych w płynach ustrojowych. Występuje we krwi jako układ działający w całym organizmie lub lokalnie, między innymi w mięśniu sercowym, ścianach naczyń krwionośnych, nerkach.

## Droga aktywacji
Renina uwalniana jest przez ziarniste komórki ściany tętniczki doprowadzającej krew do kłębuszka nerkowego i uczestniczy w przekształcaniu angiotensynogenu do angiotensyny I, która pod wpływem enzymu konwertującego jest rozkładana do angiotensyny II, wykazującej bardzo silne działanie wazokonstrykcyjne (obkurczające naczynia krwionośne). Ponadto pobudza ona wydzielanie aldosteronu przez komórki kory nadnerczy.

## Czynniki stymulujące uwalnianie reniny
- obniżone stężenie sodu
- spadek liczby jonów sodowych w obrębie plamki gęstej
- spadek ciśnienia perfuzyjnego nerek (ciśnienia krwi w tętniczce doprowadzającej krew do kłębuszka nerkowego) – na przykład wstrząs kardiogenny, patologiczne zwężenie tętnicy nerkowej
- zmniejszenie objętości płynu pozakomórkowego – na przykład wstrząs hipowolemiczny

## Czynniki hamujące uwalnianie reniny
- wazopresyna
- przedsionkowy peptyd natriuretyczny
- potas
- angiotensyna II
- adenozyna

## Wpływ angiotensyny II na organizm
- Bezpośrednio obkurcza naczynia krwionośne przez wpływ na receptory angiotensynowe, powodując wzrost oporów obwodowych i ciśnienia tętniczego.
- Pobudza układ współczulny poprzez zwiększanie wydzielania adrenaliny w nadnerczach oraz nasilanie przekaźnictwa adrenergicznego w autonomicznym i ośrodkowym układzie nerwowym.
- Zwiększa wydzielanie aldosteronu, który pobudza proces resorpcji sodu i wydzielania potasu, działając na komórki główne kanalików zbiorczych nerki. W ten sposób przyczynia się do podwyższenia stężenia jonów sodu w osoczu i wzrostu ciśnienia krwi.
- Obkurcza zarówno doprowadzające, jak i odprowadzające tętniczki kłębuszka nerkowego, przy czym doprowadzające w mniejszym stopniu. W wyniku tego dochodzi do zmian w ukrwieniu nerek oraz zwiększenia frakcji filtracyjnej.

Głównym efektem pobudzenia układu RAA jest wzrost ciśnienia tętniczego. Fakt ten wykorzystuje się w terapii nadciśnienia tętniczego. Lekami znoszącymi efekty pobudzenia układu RAA są: inhibitory reniny,inhibitory konwertazy angiotensyny, antagonisty receptora angiotensyny II i blokery receptora aldosteronowego.

Przeczytaj ostrzeżenie dotyczące informacji medycznych i pokrewnych zamieszczonych w Wikipedii.